# Comuna Zemleankî, Hlobîne
Zemleankî (în ucraineană Землянки) este o comună în raionul Hlobîne, regiunea Poltava, Ucraina, formată din satele Koreșciîna, Malînivka, Radalivka și Zemleankî (reședința).

## Demografie
Componența lingvistică a comunei Zemleankî
     Ucraineană (97,31%)
     Rusă (1,93%)
     Alte limbi (0,69%)
Conform recensământului din 2001, majoritatea populației comunei Zemleankî era vorbitoare de ucraineană (97,31%), existând în minoritate și vorbitori de rusă (1,93%).